# Gheorghe Domășnean
Gheorghe Domășnean(u), în germană Georg Domaschnian, (n. 20 octombrie 1868, Mehadia, Austro-Ungaria – d. 18 septembrie 1940, Timișoara, România) a fost un general român în Armata Comună austro-ungară, apoi general de divizie în România, politician și primar al Timișoarei.

## Biografie

### În Austro-Ungaria

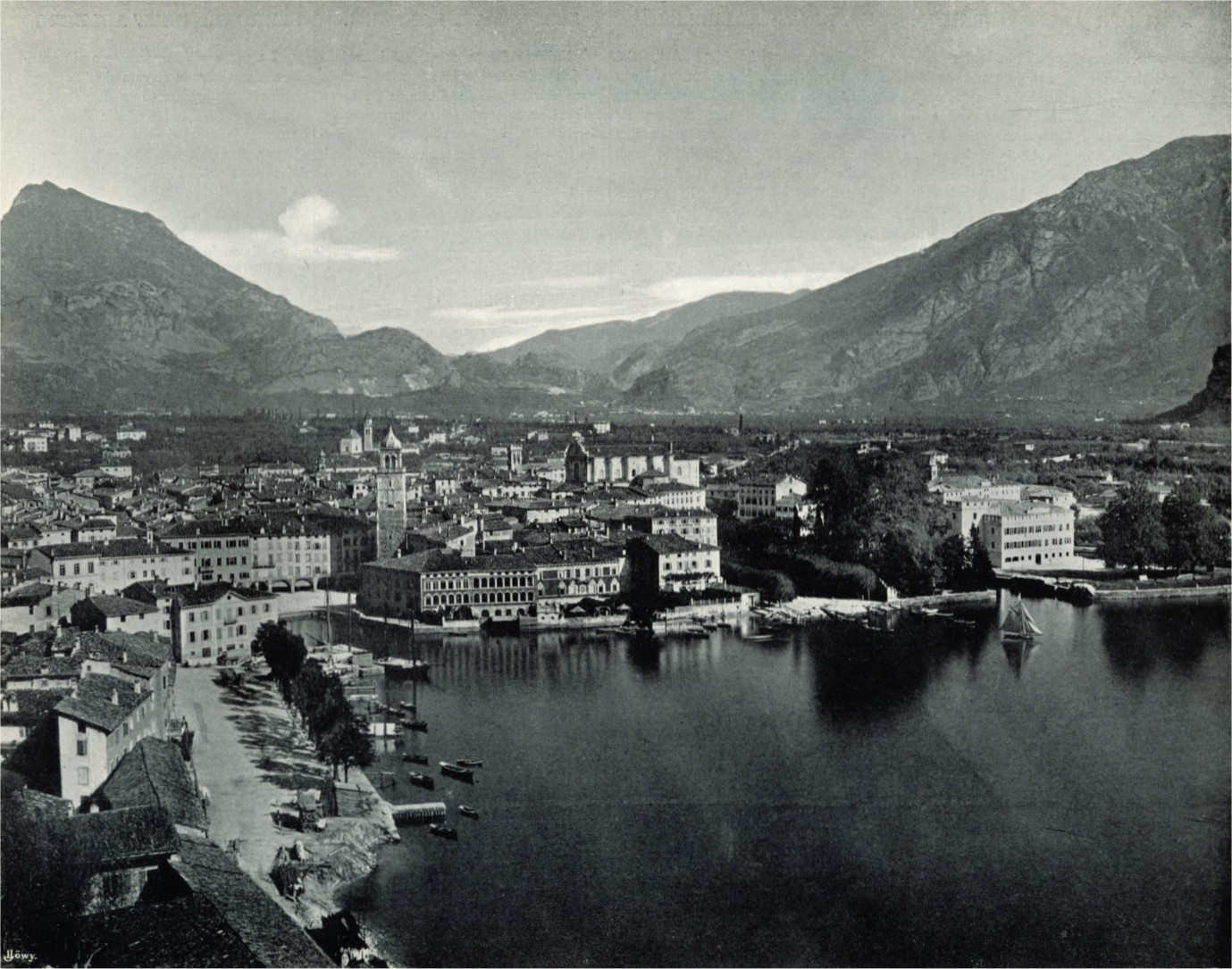
Riva del Garda pe la 1900

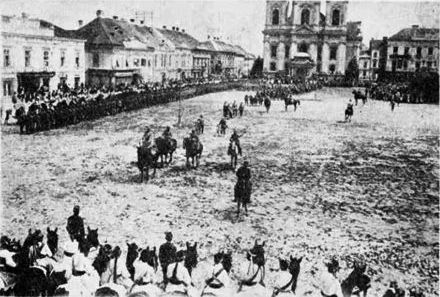
3 august 1919: Armata română în Timișoara

Gheorghe Domășnean provenea dintr-o veche familie română de grăniceri din Banat, tatăl său, Iancu din Petnic mama, Ana, dintr-o familie din Globurău. Tatăl avea gradul de caporal în compania a V-a din Mehadia a regimentului de graniță bănățean. Tânărul Gheorghe a frecventat școala elementară din  Orșova, apoi o școală reală militară inferioară din Eisenstadt și școala reală militară superioară din Biserica Albă, pe care a absolvit-o cu epitetul de „eminent”. Cu ajutorul generalului Traian Doda a fost primit la Academia Militară Tereziană din Wiener Neustadt pe care o va absolvi ca șef de promoție. După absolvirea academiei a fost repartizat în anul 1890 ca locotenent, la dorința lui, în regimentul de infanterie grăniceresc nr. 43 din Caransebeș, de unde a fost trimis la Școala de Război din Viena, pe care a terminat-o pe primul loc. De la regimentul nr.43, avansat în mod excepțional la gradul de căpitan, a fost trecut în cadrul Statului Major al Armatei Imperiale și Regale la Biroul de Operațiuni pe 1 noiembrie 1900.
La 12 martie 1906 a fost avansat la gradul de maior al Statului Major și mutat la fortăreața Riva del Garda. De acolo s-a înapoiat pe 20 martie 1911 la Viena, unde a preluat un post în departamentul nr. 5 al Ministerului Imperial și Regal de Război. A fost numit locotenent-major la 1 mai 1911 și șef al departamentului nr. 5 la 21 octombrie al anului. În această poziție a fost ridicat la rangul de colonel la 1 noiembrie 1913.
În calitate de director executiv al departamentului 5, a fost responsabil, printre altele, pentru problemele operaționale, atașamentele Dublei Monarhii, comunicațiunea poștală și telegrafică, dislocarea trupelor și instruirea tactică ale armatei. A fost decorat cu Crucea de Cavaler al Ordinului Franz Joseph.
De la 14 aprilie 1914 până la sfârșitul războiului Domășnean a fost șeful de stat major al Armatei a 10-a. În timpul Primului Război Mondial, a participat la a patra bătălie de la Isonzo în calitate de comandant al Brigăzii nr. 60 de infanterie, in primul rând la luptele pentru capul de pod de la Oslavia lângă Gorizia (25-29 noiembrie 1915), care în cele din urmă au dus la înfrângerea inamicilor italieni acolo. De aceea a fost onorat ca Cavaler al Ordinului Imperial Leopold de clasa a 3-a și cu Crucea de Merit Militar de clasa a 3-a, ambele premii cu decorație de război.
Domășnean a fost ridicat la rangul de general-maior (Generalmajor) la 1 august 1917 (cu rang din 7 septembrie al anului). A mai luptat de la 15 iunie 1918 până la sfârșit pe frontul din Tirol. Generalul fost pensionat la 1 ianuarie 1919.,

### În România
După război, Domășnean a intrat în serviciile militare românești la gradul de general de divizie și s-a pus la dispoziția Consiliului Dirigent de la Sibiu, condus de Iuliu Maniu. I s-a încredințat misiunea de a proceda la organizarea armatei naționale a Ardealului și Banatului. În această calitate a organizat patru divizii românești, precum și jandarmeria din Banat și Transilvania. Când armata română a intrat în Ardeal, generalul Domășnean era șef al Statului Major al armatei din noile provincii. L-a susținut pe Ioan Boeriu de Polichna în campania împotriva Ungariei. A refuzat propunerea generalului Constantin Cristescu, șef al Marelui Stat Major al Armatei Române, de a avea funcția de Subșef acestuia, preferând să rămână în Ardeal, trecând la comanda Diviziei a 19-a de la Timișoara. S-a retras din serviciul militar activ la sfârșitul anului 1920 și a fost decorat cu Ordinul Coroanei României în clasa de Mare Ofițer.
După demisia din armată, a fost ales președinte al Comunității de Avere din Caransebeș. În continuare a început să se intereseze de politică și a fost ales primar al municipiului Timișoara (9 martie 1929 până la 23 decembrie 1929). În aceasta calitate, Domășnean a avut o seamă de realizări de interes obștesc: mutarea liniei ferate Timișoara – Buziaș care traversa orașul, terminarea lucrărilor clădirii Capitol destinată inițial „Filarmonicii“, susținerea înființării Episcopiei Ortodoxe Române de Timișoara, devenită ulterior arhiepiscopie, și construirea Catedralei Arhiepiscopale. În perioada în care a fost primar, Domășnean nu a pretins nici o retribuție, mulțumindu-se cu pensia militară. Un ziar maghiar l-a numit „titan al cinstei”. Pentru activitatea sa ca primar, la data de 30 noiembrie 1930, i s-a conferit titlul de „Cetățean de Onoare” al Timișoarei. A finanțat publicarea revistei Analele Banatului și ridicarea statuii pentru Pavel Vasici-Ungureanu. Prin decretul regal cu nr. 1142/14 din 3 aprilie 1931 regele Carol al II-lea i-a conferit generalului Domășnean Ordinul „Ferdinand I” în grad de comandor.

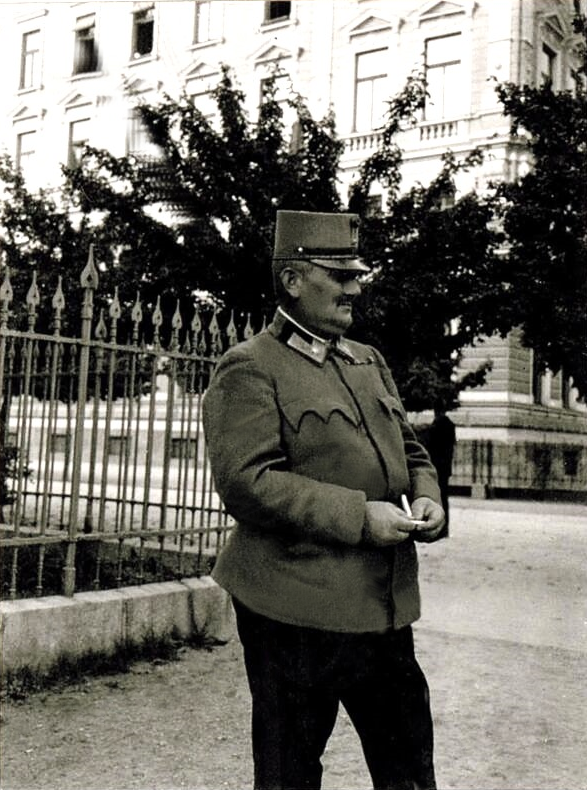
Gheorghe Domășnean ca k.u.k. General de Brigadă 1916

Domășnean  a fost înmormântat în Cimitirul de pe Strada Cosminului. Piața General Gheorghe Domășnean în Timișoara este denumită în memoria lui.

## Decorații
Generalul a fost decorat, între altele, cu:
- Ordinul Coroanei de Fier de clasa a 3-a
- Cavaler al Ordinului Imperial Leopold cu decorație de război
- Crucea de Merit Militar de clasa III cu decorație de război
- Crucea de Cavaler al  Ordinului Franz Joseph
- Ordinul de Merit „Signum Laudis” în argint la banda Crucii de Merit Militar
- Comandor al Ordinului Coroana României
- Comandor al Ordinul Regal Ferdinand I